# Fairchild J83
Pour les articles homonymes, voir J83.
Le Fairchild J83 était un turboréacteur à simple flux américain. Développé par la société Fairchild Engine Division (en) à partir de 1955, il était jetable et avait pour mission de propulser des missiles de croisière utilisés comme leurres non-armés par des avions bombardiers. Son développement fut terminé en novembre 1958.

## Conception et développement
En mars 1953, l’United States Air Force publia un besoin opérationnel, désigné « General Operational Requirement #16 » (GOR-16), qui invoquait l'emploi de missiles-leurres, lancés depuis le sol ou les airs, pour augmenter l'efficacité des bombardiers du Strategic Air Command en saturant de fausses cibles les systèmes de défense antiaérienne ennemis. En décembre 1955, Fairchild se vit attribuer un contrat pour développer le système de leurre tiré depuis le sol Weapon System 123A, qui incluait le missile XSM-73 Goose (en). La McDonnell Aircraft Corporation fut choisie en février 1956 pour construire le leurre aéroporté ADM-20 Quail.
Les contrats des moteurs furent attribués plus tôt, en novembre 1954, afin de minimiser les risques liés au développement pour les deux futurs systèmes de leurres. Chaque moteur était dans la plage des 10,9 kN de poussée, avec un objectif de rapport poussée/masse de 10 pour 1. General Electric Aircraft Engines se vit attribuer un contrat pour le développement du J85 et Fairchild pour un moteur concurrent, le J83. Si le concept de Fairchild était très conventionnel, celui de General Electric se montra plus avancé, ce qui mena à un rapport poussée/poids plus élevé.
Développé à partir du Fairchild J44, le J83 fut opérationnel dès le début de 1957, et un B-57 Canberra fut modifié en banc d'essais volant pour tester ce moteur. Il propulsa également l'XSM-73 Goose sur 15 vols d'essais.
Fairchild fut également en compétition avec deux autres motoristes pour fournir le groupe propulseur du CT-114 Tutor. Finalement, un J85 fabriqué sous licence par le constructeur canadien Orenda Engines (en) fut choisi, l'Orenda J85. Le Northrop XQ-4A fut conçu pour utiliser le J83, mais ce projet fut abandonné lorsqu'il devint évident que son moteur ne pourrait pas être développé à temps.
Le J83 fut annulé en novembre 1958, un mois avant l'XSM-73. L'US Air Force détermina que le J85 avait une plus grande probabilité d'atteindre les objectifs de performance souhaités. De plus, ce moteur pouvait aussi être employé pour propulser l'ADM-20 Quail, le missile XSM-73 et l'avion d'entraînement de Northrop, le T-38 Talon. Le J83 ne pouvait, lui, que propulser l'XSM-73.
Après l'annulation du projet J83, Fairchild ne trouva aucune autre application pour le missile, et les opérations à l'usine de la Fairchild Engine Division à Deer Park, à Long Island, furent stoppées au cours de l'été 1959.

## Applications
- XSM-73 Goose (en)
- Northrop XQ-4A (jamais construit)